# Grand Prix Europy 1993

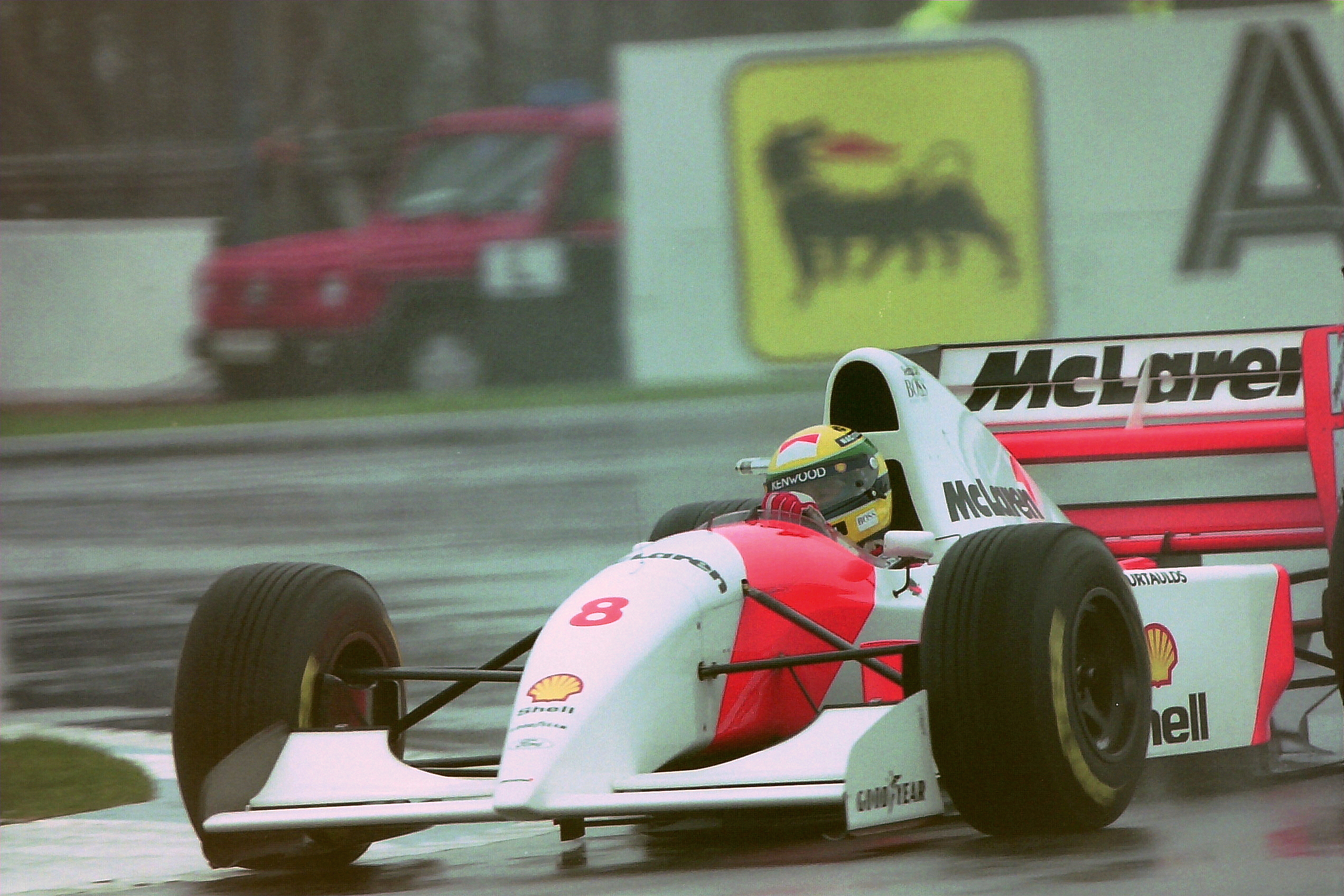
Ayrton Senna podczas Grand Prix Europy 1993

Grand Prix Europy 1993 (oryg. Sega European Grand Prix) – trzecia runda Mistrzostw Świata Formuły 1 w sezonie 1993, która odbyła się 11 kwietnia 1993, po raz pierwszy na torze Donington Park.
38. Grand Prix Europy, czwarte zaliczane do Mistrzostw Świata Formuły 1.

## Wyniki

### Kwalifikacje
| P                       | Nr | Kierowca             | Konstruktor(-silnik)  | Opony | Czas     | Odstęp   | Strata   |
| ----------------------- | -- | -------------------- | --------------------- | ----- | -------- | -------- | -------- |
| 1                       | 2  | Alain Prost          | Williams-Renault      | G     | 1:10.458 | -        | -        |
| 2                       | 0  | Damon Hill           | Williams-Renault      | G     | 1:10.762 | 0:00.304 | 0:00.304 |
| 3                       | 5  | Michael Schumacher   | Benetton-Ford         | G     | 1:12.008 | 0:01.246 | 0:01.550 |
| 4                       | 8  | Ayrton Senna         | McLaren-Ford          | G     | 1:12.107 | 0:00.099 | 0:01.649 |
| 5                       | 29 | Karl Wendlinger      | Sauber-Ilmor          | G     | 1:12.738 | 0:00.631 | 0:02.280 |
| 6                       | 7  | Michael Andretti     | McLaren-Ford          | G     | 1:12.739 | 0:00.001 | 0:02.281 |
| 7                       | 30 | JJ Lehto             | Sauber-Ilmor          | G     | 1:12.763 | 0:00.024 | 0:02.305 |
| 8                       | 28 | Gerhard Berger       | Ferrari               | G     | 1:12.862 | 0:00.099 | 0:02.404 |
| 9                       | 27 | Jean Alesi           | Ferrari               | G     | 1:12.980 | 0:00.118 | 0:02.522 |
| 10                      | 6  | Riccardo Patrese     | Benetton-Ford         | G     | 1:12.982 | 0:00.002 | 0:02.524 |
| 11                      | 12 | Johnny Herbert       | Lotus-Ford            | G     | 1:13.328 | 0:00.346 | 0:02.870 |
| 12                      | 14 | Rubens Barrichello   | Jordan-Hart           | G     | 1:13.514 | 0:00.186 | 0:03.056 |
| 13                      | 11 | Alessandro Zanardi   | Lotus-Ford            | G     | 1:13.560 | 0:00.046 | 0:03.102 |
| 14                      | 9  | Derek Warwick        | Footwork-Mugen-Honda  | G     | 1:13.644 | 0:00.084 | 0:03.186 |
| 15                      | 19 | Philippe Alliot      | Larrousse-Lamborghini | G     | 1:13.665 | 0:00.021 | 0:03.207 |
| 16                      | 23 | Christian Fittipaldi | Minardi-Ford          | G     | 1:13.666 | 0:00.001 | 0:03.208 |
| 17                      | 20 | Érik Comas           | Larrousse-Lamborghini | G     | 1:13.970 | 0:00.304 | 0:03.512 |
| 18                      | 3  | Ukyō Katayama        | Tyrrell-Yamaha        | G     | 1:14.121 | 0:00.151 | 0:03.663 |
| 19                      | 15 | Thierry Boutsen      | Jordan-Hart           | G     | 1:14.246 | 0:00.125 | 0:03.788 |
| 20                      | 24 | Fabrizio Barbazza    | Minardi-Ford          | G     | 1:14.274 | 0:00.028 | 0:03.816 |
| 21                      | 26 | Mark Blundell        | Ligier-Renault        | G     | 1:14.301 | 0:00.027 | 0:03.843 |
| 22                      | 25 | Martin Brundle       | Ligier-Renault        | G     | 1:14.306 | 0:00.005 | 0:03.848 |
| 23                      | 10 | Aguri Suzuki         | Footwork-Mugen-Honda  | G     | 1:14.927 | 0:00.621 | 0:04.469 |
| 24                      | 21 | Michele Alboreto     | Lola-Ferrari          | G     | 1:15.322 | 0:00.395 | 0:04.864 |
| 25                      | 4  | Andrea de Cesaris    | Tyrrell-Yamaha        | G     | 1:15.417 | 0:00.095 | 0:04.959 |
| Nie zakwalifikowali się |    |                      |                       |       |          |          |          |
|                         | 22 | Luca Badoer          | Lola-Ferrari          | G     | 1:15.641 | 0:00.224 | 0:05.183 |
| P                       | Nr | Kierowca             | Konstruktor(-silnik)  | Opony | Czas     | Odstęp   | Strata   |

### Wyścig
| Poz. | Nr. | Kierowca             | Konstruktor           | Okrążeń | Czas/powód NU   | Poz. start. | Punktów |
| ---- | --- | -------------------- | --------------------- | ------- | --------------- | ----------- | ------- |
| 1    | 8   | Ayrton Senna         | McLaren-Ford          | 76      | 1:50:46.570     | 4           | 10      |
| 2    | 0   | Damon Hill           | Williams-Renault      | 76      | +1:23.199       | 2           | 6       |
| 3    | 2   | Alain Prost          | Williams-Renault      | 75      | +1 okrążenie    | 1           | 4       |
| 4    | 12  | Johnny Herbert       | Lotus-Ford            | 75      | +1 okrążenie    | 11          | 3       |
| 5    | 6   | Riccardo Patrese     | Benetton-Ford         | 74      | +2 okrążenia    | 10          | 2       |
| 6    | 24  | Fabrizio Barbazza    | Minardi-Ford          | 74      | +2 okrążenia    | 20          | 1       |
| 7    | 23  | Christian Fittipaldi | Minardi-Ford          | 73      | +3 okrążenia    | 16          |         |
| 8    | 11  | Alessandro Zanardi   | Lotus-Ford            | 72      | +4 okrążenia    | 13          |         |
| 9    | 20  | Érik Comas           | Larrousse-Lamborghini | 72      | +4 okrążenia    | 17          |         |
| 10   | 14  | Rubens Barrichello   | Jordan-Hart           | 70      | Prob. z paliwem | 12          |         |
| 11   | 21  | Michele Alboreto     | Lola-Ferrari          | 70      | +6 okrążeń      | 24          |         |
| NU   | 9   | Derek Warwick        | Footwork-Mugen-Honda  | 66      | Skrz. biegów    | 14          |         |
| NU   | 15  | Thierry Boutsen      | Jordan-Hart           | 61      | Przepustnica    | 19          |         |
| NU   | 4   | Andrea de Cesaris    | Tyrrell-Yamaha        | 55      | Skrz. biegów    | 25          |         |
| NU   | 27  | Jean Alesi           | Ferrari               | 36      | Skrz. biegów    | 9           |         |
| NU   | 10  | Aguri Suzuki         | Footwork-Mugen-Honda  | 29      | Skrz. biegów    | 23          |         |
| NU   | 19  | Philippe Alliot      | Larrousse-Lamborghini | 27      | Kolizja         | 15          |         |
| NU   | 5   | Michael Schumacher   | Benetton-Ford         | 22      | Wypadł z toru   | 3           |         |
| NU   | 26  | Mark Blundell        | Ligier-Renault        | 20      | Wypadł z toru   | 21          |         |
| NU   | 28  | Gerhard Berger       | Ferrari               | 19      | Zawieszenie     | 8           |         |
| NU   | 30  | Jyrki Järvilehto     | Sauber                | 13      | Sterowność      | 7           |         |
| NU   | 3   | Ukyō Katayama        | Tyrrell-Yamaha        | 11      | Sprzęgło        | 18          |         |
| NU   | 25  | Martin Brundle       | Ligier-Renault        | 7       | Wypadł z toru   | 22          |         |
| NU   | 29  | Karl Wendlinger      | Sauber                | 0       | Kolizja         | 5           |         |
| NU   | 7   | Michael Andretti     | McLaren-Ford          | 0       | Kolizja         | 6           |         |
| NZ   | 22  | Luca Badoer          | Lola-Ferrari          |         |                 |             |         |